# Globine
Ne doit pas être confondu avec globuline ou protéine globulaire.
Les globines sont des protéines globulaires dont on pense qu'elles partagent un ancêtre commun, c'est-à-dire qu'elles forment une famille de protéines. Elles présentent toutes le repliement globine, qui fait intervenir huit hélices α. Ce sont des hémoprotéines intervenant dans le stockage ou le transport de l'oxygène O2 : la myoglobine et l'hémoglobine sont deux membres éminents de cette famille, présente chez de très nombreux êtres vivants.
Les globines peuvent être classées en trois groupes : les globines mono-domaines, les flavohémoglobines, et les capteurs à globines (globin-coupled sensors en anglais). Ces trois groupes sont présents chez les bactéries tandis que les flavohémoglobines sont absentes chez les archées et les capteurs à globines sont absentes chez les eucaryotes. Plusieurs hémoglobines fonctionnellement différentes peuvent coexister chez une même espèce.
La léghémoglobine, la cytoglobine, la neuroglobine et l'érythrocruorine sont des exemples de globines.